# All England 1983
Die All England 1983 im Badminton fanden vom 23. bis zum 27. März 1983 in London statt. Sie waren die 73. Auflage dieser Veranstaltung. Erstmals gehörte das Turnier einer Grand Prix-Serie an, welche 1983 neu geschaffen wurde. Die All England erhielten den höchsten Status innerhalb dieser Serie mit der Einstufung in Kategorie 1. Das Preisgeld betrug 10.000 Pfund.

## Austragungsort
- Wembley Arena

## Finalresultate
| Disziplin    | Sieger                           | Finalist                       | Ergebnis           |
| ------------ | -------------------------------- | ------------------------------ | ------------------ |
| Herreneinzel | Luan Jin                         | Morten Frost                   | 15:2, 12:15, 15:4  |
| Dameneinzel  | Zhang Ailing                     | Wu Jianqiu                     | 11:5, 10:12, 12:9  |
| Herrendoppel | Stefan Karlsson Thomas Kihlström | Mike Tredgett Martin Dew       | 15:10, 15:13       |
| Damendoppel  | Xu Rong Wu Jianqiu               | Lin Ying Wu Dixi               | 15:9, 15:11        |
| Mixed        | Thomas Kihlström Nora Perry      | Steen Skovgaard Anne Skovgaard | 18:16, 11:15, 15:6 |

## Herreneinzel

### Setzliste
1. Morten Frost
2. Liem Swie King
3. Icuk Sugiarto
4. Luan Jin
5. Misbun Sidek
6. Chen Changjie
7. Prakash Padukone
8. Li Yongbo

### 1. Runde
- Morten Frost –  Dhany Sartika: 15-1 / 15-2
- Steve Baddeley –  Ulf Johansson: 15-1 / 15-7
- Glen Milton –  Bob MacDougall: 15-6 / 15-10
- Park Joo-bong –  Ong Beng Teong: 15-7 / 6-15 / 15-7
- Li Yongbo –  Andy Goode: 15-6 / 15-3
- Philip Sutton –  John Czich: 15-11 / 7-15 / 15-9
- Sompol Kukasemkij –  Partho Ganguli: 15-7 / 15-11
- Hiroyuki Hasegawa –  Morten Svarrer: 15-12 / 18-17
- Icuk Sugiarto –  Vimal Kumar: 15-3 / 15-4
- Tian Bingyi –  Harald Klauer: 15-2 / 15-4
- Sze Yu –  Torben Carlsen: 15-1 / 15-4
- Kinji Zeniya –  Donald Burden: 15-7 / 15-4
- Chen Changjie –  Stefan Karlsson: 15-7 / 15-3
- Jesper Knudsen –  Mark Peckham: 15-2 / 15-11
- Steen Fladberg –  Peter Rawlek: 15-11 / 15-12
- Nick Yates –  Syed Modi: 15-10 / 15-1
- Jens Peter Nierhoff –  Yukihiro Miyamoto: 15-1 / 15-3
- Darren Hall –  Mike Butler: 15-4 / 12-15 / 15-6
- Darren McDonald –  Mark Elliott: 6-15 / 15-2 / 18-16
- Misbun Sidek –  Graeme Robson: 9-15 / 15-2 / 15-7
- Tariq Farooq –  Kim Brodersen: 15-9 / 15-2
- Göran Carlsson –  Masao Tsuchida: 9-15 / 18-13 / 15-6
- Kevin Jolly –  Serian Wiyatno: 15-11 / 15-11
- Luan Jin –  Gerhard Treitinger: 15-5 / 15-4
- Michael Kjeldsen - ?: 15-4 / 15-2
- Miles Johnson –  Gerry Asquith: 15-7 / 15-4
- Shokichi Miyamori –  Thomas Künstler: 15-4 / 15-8
- Prakash Padukone –  Steve Butler: 15-4 / 15-11
- Dipak Tailor –  Yang Qiangli: 18-15 / 12-15 / 15-12
- Kenneth Larsen –  Gary Scott: 15-10 / 4-15 / 15-6
- Udom Luangpetcharaporn –  Ib Frederiksen: 15-5 / 15-5
- Vikram Singh –  Lee Eun-ku: 15-9 / 15-12

### Sektion 1
|  | 2. Runde | 2. Runde               | 2. Runde | 2. Runde | 2. Runde |  |  | Achtelfinale | Achtelfinale           | Achtelfinale | Achtelfinale | Achtelfinale |  |  | Viertelfinale       | Viertelfinale | Viertelfinale | Viertelfinale | Viertelfinale |  |  | Halbfinale | Halbfinale | Halbfinale | Halbfinale | Halbfinale |
|  |          |                        |          |          |          |  |  |              |                        |              |              |              |  |  |                     |               |               |               |               |  |  |            |            |            |            |            |
|  |          | Luan Jin               | 15       | 15       |          |  |  |              |                        |              |              |              |  |  |                     |               |               |               |               |  |  |            |            |            |            |            |
|  |          | Kevin Jolly            | 10       | 7        |          |  |  |              | Luan Jin               | 17           | 17           |              |  |  |                     |               |               |               |               |  |  |            |            |            |            |            |
|  |          | Göran Carlsson         | 15       | 15       |          |  |  |              | Göran Carlsson         | 14           | 14           |              |  |  |                     |               |               |               |               |  |  |            |            |            |            |            |
|  |          | Tariq Farooq           | 11       | 5        |          |  |  |              |                        |              |              |              |  |  | Luan Jin            | 15            | 15            |               |               |  |  |            |            |            |            |            |
|  |          | Jens Peter Nierhoff    | 15       | 7        | 15       |  |  |              |                        |              |              |              |  |  | Jens Peter Nierhoff | 9             | 3             |               |               |  |  |            |            |            |            |            |
|  |          | Darren Hall            | 8        | 15       | 10       |  |  |              | Jens Peter Nierhoff    | 15           | 5            | 15           |  |  |                     |               |               |               |               |  |  |            |            |            |            |            |
|  |          | Misbun Sidek           | 18       | 15       |          |  |  |              | Misbun Sidek           | 9            | 15           | 10           |  |  |                     |               |               |               |               |  |  |            |            |            |            |            |
|  |          | Darren McDonald        | 15       | 7        |          |  |  |              |                        |              |              |              |  |  | Luan Jin            | 15            | 15            |               |               |  |  |            |            |            |            |            |
|  |          | Prakash Padukone       | 15       | 15       |          |  |  |              |                        |              |              |              |  |  | Prakash Padukone    | 6             | 7             |               |               |  |  |            |            |            |            |            |
|  |          | Shōkichi Miyamori      | 4        | 6        |          |  |  |              | Prakash Padukone       | 15           | 15           |              |  |  |                     |               |               |               |               |  |  |            |            |            |            |            |
|  |          | Michael Kjeldsen       | 15       | 15       |          |  |  |              | Michael Kjeldsen       | 3            | 5            |              |  |  |                     |               |               |               |               |  |  |            |            |            |            |            |
|  |          | Gerry Asquith          | 7        | 9        |          |  |  |              |                        |              |              |              |  |  | Prakash Padukone    | 15            | 15            |               |               |  |  |            |            |            |            |            |
|  |          | Kenneth Larsen         | 15       | 15       |          |  |  |              |                        |              |              |              |  |  | Kenneth Larsen      | 6             | 8             |               |               |  |  |            |            |            |            |            |
|  |          | Dipak Tailor           | 5        | 10       |          |  |  |              | Kenneth Larsen         | 15           | 15           |              |  |  |                     |               |               |               |               |  |  |            |            |            |            |            |
|  |          | Udom Luangpetcharaporn | 15       | 15       |          |  |  |              | Udom Luangpetcharaporn | 3            | 8            |              |  |  |                     |               |               |               |               |  |  |            |            |            |            |            |
|  |          | Vikram Singh           | 9        | 8        |          |  |  |              |                        |              |              |              |  |  |                     |               |               |               |               |  |  |            |            |            |            |            |

### Sektion 2
|  | 2. Runde | 2. Runde          | 2. Runde | 2. Runde | 2. Runde |  |  | Achtelfinale | Achtelfinale      | Achtelfinale | Achtelfinale | Achtelfinale |  |  | Viertelfinale | Viertelfinale | Viertelfinale | Viertelfinale | Viertelfinale |  |  | Halbfinale | Halbfinale | Halbfinale | Halbfinale | Halbfinale |
|  |          |                   |          |          |          |  |  |              |                   |              |              |              |  |  |               |               |               |               |               |  |  |            |            |            |            |            |
|  |          | Morten Frost      | 15       | 15       |          |  |  |              |                   |              |              |              |  |  |               |               |               |               |               |  |  |            |            |            |            |            |
|  |          | Steve Baddeley    | 5        | 5        |          |  |  |              | Morten Frost      | 15           | 15           |              |  |  |               |               |               |               |               |  |  |            |            |            |            |            |
|  |          | Park Joo-bong     | 15       | 15       |          |  |  |              | Park Joo-bong     | 4            | 10           |              |  |  |               |               |               |               |               |  |  |            |            |            |            |            |
|  |          | Glen Milton       | 2        | 6        |          |  |  |              |                   |              |              |              |  |  | Morten Frost  | 15            | 15            |               |               |  |  |            |            |            |            |            |
|  |          | Philip Sutton     | 15       | 15       |          |  |  |              |                   |              |              |              |  |  | Philip Sutton | 4             | 3             |               |               |  |  |            |            |            |            |            |
|  |          | Li Yongbo         | 9        | 11       |          |  |  |              | Philip Sutton     | 4            | 15           | 17           |  |  |               |               |               |               |               |  |  |            |            |            |            |            |
|  |          | Sompol Kukasemkij | 6        | 18       | 15       |  |  |              | Sompol Kukasemkij | 15           | 5            | 14           |  |  |               |               |               |               |               |  |  |            |            |            |            |            |
|  |          | Hiroyuki Hasegawa | 15       | 16       | 4        |  |  |              |                   |              |              |              |  |  | Morten Frost  | 15            | 15            |               |               |  |  |            |            |            |            |            |
|  |          | Tian Bingyi       | 15       | 15       |          |  |  |              |                   |              |              |              |  |  | Tian Bingyi   | 9             | 13            |               |               |  |  |            |            |            |            |            |
|  |          | Icuk Sugiarto     | 8        | 11       |          |  |  |              | Tian Bingyi       | 15           | 15           |              |  |  |               |               |               |               |               |  |  |            |            |            |            |            |
|  |          | Sze Yu            | 15       | 15       |          |  |  |              | Sze Yu            | 10           | 2            |              |  |  |               |               |               |               |               |  |  |            |            |            |            |            |
|  |          | Kinji Zeniya      | 6        | 8        |          |  |  |              |                   |              |              |              |  |  | Tian Bingyi   | 15            | 15            |               |               |  |  |            |            |            |            |            |
|  |          | Nick Yates        | 15       | 15       |          |  |  |              |                   |              |              |              |  |  | Nick Yates    | 12            | 2             |               |               |  |  |            |            |            |            |            |
|  |          | Steen Fladberg    | 9        | 2        |          |  |  |              | Nick Yates        | 18           | 15           |              |  |  |               |               |               |               |               |  |  |            |            |            |            |            |
|  |          | Chen Changjie     | 15       | 15       |          |  |  |              | Chen Changjie     | 17           | 10           |              |  |  |               |               |               |               |               |  |  |            |            |            |            |            |
|  |          | Jesper Knudsen    | 2        | 5        |          |  |  |              |                   |              |              |              |  |  |               |               |               |               |               |  |  |            |            |            |            |            |

## Dameneinzel

### Setzliste
1. Zhang Ailing
2. Li Lingwei
3. Wu Jianqiu
4. Lene Køppen
5. Xu Rong
6. Han Aiping
7. Wu Dixi
8. Kirsten Larsen

### 1. Runde
- Wu Dixi –  Pia Nielsen: 11-4 / 11-2
- Kirsten Schmieder –  Toni Whittaker: 11-5 / 11-3
- Sumiko Kitada –  Joke van Beusekom: 11-7 / 11-2
- Fiona Elliott –  Radhika Bose: 8-11 / 11-1 / 11-1
- Xu Rong –  Ami Ghia: 11-7 / 11-2
- Gillian Martin –  Madhumita Bisht: w.o.
- Sherry Liu –  Liselotte Blumer: 11-4 / 11-12 / 11-6
- Johanne Falardeau –  Lise Kissmeyer: 4-11 / 11-2 / 11-4
- Marjan Ridder –  Cheryl Cooke: 12-11 / 11-3
- Fumiko Tookairin –  Amy Chan: 11-4 / 11-0
- Gillian Gowers –  Betty Blair: 11-0 / 11-3
- Wu Jianqiu –  Susanne Ejlersen: 11-0 / 11-5
- Karen Beckman –  Alison Fisher: 11-8 / 11-0
- Pamela Hamilton –  Eva-Maria Zwiebler: 11-5 / 11-3
- Shigemi Kawamura –  Vanessa van der Walt: 8-11 / 11-5 / 11-2
- Claire Backhouse –  Kirsten Larsen: 12-9 / 11-4

### Sektion 1
|  | 2. Runde | 2. Runde           | 2. Runde | 2. Runde | 2. Runde |  |  | Achtelfinale | Achtelfinale      | Achtelfinale | Achtelfinale | Achtelfinale |  |  | Viertelfinale | Viertelfinale | Viertelfinale | Viertelfinale | Viertelfinale |  |  | Halbfinale | Halbfinale | Halbfinale | Halbfinale | Halbfinale |
|  |          |                    |          |          |          |  |  |              |                   |              |              |              |  |  |               |               |               |               |               |  |  |            |            |            |            |            |
|  |          | Zhang Ailing       | 11       | 11       |          |  |  |              |                   |              |              |              |  |  |               |               |               |               |               |  |  |            |            |            |            |            |
|  |          | Sara Halsall       | 5        | 3        |          |  |  |              | Zhang Ailing      | 11           | 11           |              |  |  |               |               |               |               |               |  |  |            |            |            |            |            |
|  |          | Jane Webster       | 11       | 11       | 11       |  |  |              | Jane Webster      | 7            | 4            |              |  |  |               |               |               |               |               |  |  |            |            |            |            |            |
|  |          | Diane Underwood    | 12       | 4        | 0        |  |  |              |                   |              |              |              |  |  | Zhang Ailing  | 11            | 11            |               |               |  |  |            |            |            |            |            |
|  |          | Wu Dixi            | 11       | 11       |          |  |  |              |                   |              |              |              |  |  | Wu Dixi       | 7             | 3             |               |               |  |  |            |            |            |            |            |
|  |          | Kirsten Schmieder  | 0        | 2        |          |  |  |              | Wu Dixi           | 11           | 11           |              |  |  |               |               |               |               |               |  |  |            |            |            |            |            |
|  |          | Sumiko Kitada      | 11       | 11       |          |  |  |              | Sumiko Kitada     | 2            | 5            |              |  |  |               |               |               |               |               |  |  |            |            |            |            |            |
|  |          | Fiona Elliott      | 3        | 0        |          |  |  |              |                   |              |              |              |  |  | Zhang Ailing  | 12            | 11            |               |               |  |  |            |            |            |            |            |
|  |          | Xu Rong            | 11       | 11       |          |  |  |              |                   |              |              |              |  |  | Xu Rong       | 10            | 4             |               |               |  |  |            |            |            |            |            |
|  |          | Gillian Martin     | 1        | 4        |          |  |  |              | Xu Rong           | 11           | 11           |              |  |  |               |               |               |               |               |  |  |            |            |            |            |            |
|  |          | Johanne Falardeau  | 3        | 11       | 11       |  |  |              | Johanne Falardeau | 3            | 6            |              |  |  |               |               |               |               |               |  |  |            |            |            |            |            |
|  |          | Sherry Liu         | 11       | 1        | 3        |  |  |              |                   |              |              |              |  |  | Xu Rong       | 11            | 11            |               |               |  |  |            |            |            |            |            |
|  |          | Lene Køppen        | 11       | 11       |          |  |  |              |                   |              |              |              |  |  | Lene Køppen   | 3             | 0             |               |               |  |  |            |            |            |            |            |
|  |          | Debbie Hore        | 1        | 0        |          |  |  |              | Lene Køppen       | 11           | 12           |              |  |  |               |               |               |               |               |  |  |            |            |            |            |            |
|  |          | Sally Podger       | 11       | 11       |          |  |  |              | Sally Podger      | 6            | 11           |              |  |  |               |               |               |               |               |  |  |            |            |            |            |            |
|  |          | Suzanne Louis-Lane | 6        | 1        |          |  |  |              |                   |              |              |              |  |  |               |               |               |               |               |  |  |            |            |            |            |            |

### Sektion 2
|  | 2. Runde | 2. Runde         | 2. Runde | 2. Runde | 2. Runde |  |  | Achtelfinale | Achtelfinale     | Achtelfinale | Achtelfinale | Achtelfinale |  |  | Viertelfinale | Viertelfinale | Viertelfinale | Viertelfinale | Viertelfinale |  |  | Halbfinale | Halbfinale | Halbfinale | Halbfinale | Halbfinale |
|  |          |                  |          |          |          |  |  |              |                  |              |              |              |  |  |               |               |               |               |               |  |  |            |            |            |            |            |
|  |          | Wu Jianqiu       | 11       | 11       |          |  |  |              |                  |              |              |              |  |  |               |               |               |               |               |  |  |            |            |            |            |            |
|  |          | Gillian Gowers   | 5        | 2        |          |  |  |              | Wu Jianqiu       | 11           | 11           |              |  |  |               |               |               |               |               |  |  |            |            |            |            |            |
|  |          | Fumiko Tohkairin | 11       | 11       |          |  |  |              | Fumiko Tohkairin | 0            | 6            |              |  |  |               |               |               |               |               |  |  |            |            |            |            |            |
|  |          | Marjan Ridder    | 2        | 7        |          |  |  |              |                  |              |              |              |  |  | Wu Jianqiu    | 12            | 12            |               |               |  |  |            |            |            |            |            |
|  |          | Han Aiping       | 11       | 11       |          |  |  |              |                  |              |              |              |  |  | Han Aiping    | 10            | 9             |               |               |  |  |            |            |            |            |            |
|  |          | Alison Fulton    | 2        | 2        |          |  |  |              | Han Aiping       | 11           | 11           |              |  |  |               |               |               |               |               |  |  |            |            |            |            |            |
|  |          | Helen Troke      | w/o      |          |          |  |  |              | Helen Troke      | 7            | 1            |              |  |  |               |               |               |               |               |  |  |            |            |            |            |            |
|  |          | Dorthe Lynge     | scr      |          |          |  |  |              |                  |              |              |              |  |  | Wu Jianqiu    | 11            | 8             | 11            |               |  |  |            |            |            |            |            |
|  |          | Li Lingwei       | w/o      |          |          |  |  |              |                  |              |              |              |  |  | Li Lingwei    | 8             | 11            | 1             |               |  |  |            |            |            |            |            |
|  |          | Gillian Clark    | scr      |          |          |  |  |              | Li Lingwei       | 11           | 11           |              |  |  |               |               |               |               |               |  |  |            |            |            |            |            |
|  |          | Grete Mogensen   | w/o      |          |          |  |  |              | Grete Mogensen   | 1            | 2            |              |  |  |               |               |               |               |               |  |  |            |            |            |            |            |
|  |          | Hufrish Nariman  | scr      |          |          |  |  |              |                  |              |              |              |  |  | Li Lingwei    | 11            | 11            |               |               |  |  |            |            |            |            |            |
|  |          | Karen Beckman    | 11       | 11       |          |  |  |              |                  |              |              |              |  |  | Karen Beckman | 2             | 8             |               |               |  |  |            |            |            |            |            |
|  |          | Pamela Hamilton  | 7        | 0        |          |  |  |              | Karen Beckman    | 11           | 11           |              |  |  |               |               |               |               |               |  |  |            |            |            |            |            |
|  |          | Claire Backhouse | 6        | 11       | 11       |  |  |              | Claire Backhouse | 9            | 7            |              |  |  |               |               |               |               |               |  |  |            |            |            |            |            |
|  |          | Shigemi Kawamura | 11       | 2        | 3        |  |  |              |                  |              |              |              |  |  |               |               |               |               |               |  |  |            |            |            |            |            |

## Herrendoppel

### 1. Runde
- Jiang Guoliang /  Lin Jiangli –  Duncan Bridge /  Nigel Tier: 13-15 / 18-13 / 15-9
- Masao Tsuchida /  Shokichi Miyamori –  Kim Brodersen /  Ib Frederiksen: 7-15 / 15-9 / 15-9
- Harald Klauer /  Gerhard Treitinger –  Darren McDonald /  Graeme Robson: 14-17 / 17-15 / 15-6
- Bob MacDougall /  Mark Freitag –  Andy Chong /  Ng Kar Lock: 17-16 / 15-6
- Park Joo-bong /  Lee Eun-ku –  Joe Ford /  Glen Milton: 15-2 / 15-4
- Steen Skovgaard /  Jens Peter Nierhoff –  Yim Chong Lim /  Philip Sutton: 13-15 / 15-5 / 15-3
- Billy Gilliland /  Dan Travers –  J. Virdee /  Peter Emptage: 15-6 / 15-12
- Steve Baddeley /  Dipak Tailor –  Brian Wallwork /  Paul C. Bennett: 15-6 / 15-5
- Uun Santosa /  Rob Ridder –  Ray Rofe /  M. Wiggett: 15-11 / 15-5
- Pat Tryon /  Paul Johnson –  Andy Goode /  Gary Scott: 15-7 / 16-17 / 18-15
- Li Yongbo /  Tian Bingyi –  Richard Outterside /  Mike Cattermole: 15-4 / 15-5
- Leroy D’sa /  Sanat Misra –  Steen Fladberg /  Jesper Helledie: 7-15 / 15-12 / 15-12
- Tim Stokes /  Ian Teasdale –  Ulf Johansson /  Göran Carlsson: 15-6 / 15-4
- Thomas Künstler /  Stefan Frey –  Stuart Spurling /  Darren Hall: 15-6 / 18-16
- Uday Pawar /  Pradeep Gandhe –  Chris Rees /  Lyndon Williams: 15-3 / 15-8
- Martin Dew /  Mike Tredgett –  Alex White /  David Shaylor: 15-8 / 15-1

### 2. Runde
- Stefan Karlsson /  Thomas Kihlström –  Jesper Knudsen /  Morten Knudsen: 15-11 / 15-13
- Kinji Zeniya /  Nick Yates –  Steve Butler /  Gerry Asquith: 15-3 / 13-18 / 15-8
- Jiang Guoliang /  Lin Jiangli –  Masao Tsuchida /  Shokichi Miyamori: 15-9 / 15-6
- Harald Klauer /  Gerhard Treitinger –  Bob MacDougall /  Mark Freitag: 15-9 / 15-6
- Bobby Ertanto /  Hadibowo –  Michael Kjeldsen /  Lars Wengberg: 15-6 / 15-8
- Mark Elliott /  Donald Burden –  Partho Ganguli /  Vikram Singh: 9-15 / 15-5 / 15-8
- Steen Skovgaard /  Jens Peter Nierhoff –  Park Joo-bong /  Lee Eun-ku: 17-14 / 15-13
- Billy Gilliland /  Dan Travers –  Steve Baddeley /  Dipak Tailor: 13-15 / 15-13 / 15-12
- Uun Santosa /  Rob Ridder –  Pat Tryon /  Paul Johnson: 9-15 / 15-12 / 17-15
- Li Yongbo /  Tian Bingyi –  Leroy D’sa /  Sanat Misra: 15-5 / 15-6
- Hiroyuki Hasegawa /  Yukihiro Miyamoto –  David Eddy /  Eddy Sutton: 15-9 / 15-10
- Jalani Sidek /  Rashid Sidek –  Lars Chemnitz /  Thomas Sattrup: 17-16 / 17-14
- Tim Stokes /  Ian Teasdale –  Thomas Künstler /  Stefan Frey: 15-6 / 6-15 / 15-5
- Martin Dew /  Mike Tredgett –  Uday Pawar /  Pradeep Gandhe: 15-8 / 15-3
- Ong Beng Teong /  Soh Goon Chup –  Darrell Roebuck /  Andy Wood: 18-16 / 17-14
- Hariamanto Kartono /  Rudy Heryanto –  Torben Carlsen /  Kenneth Larsen: 15-6 / 15-13

### Achtelfinale
- Stefan Karlsson /  Thomas Kihlström –  Kinji Zeniya /  Nick Yates: 15-2 / 15-6
- Jiang Guoliang /  Lin Jiangli –  Harald Klauer /  Gerhard Treitinger: 15-5 / 12-15 / 15-8
- Bobby Ertanto /  Hadibowo –  Mark Elliott /  Donald Burden: 15-6 / 15-7
- Steen Skovgaard /  Jens Peter Nierhoff –  Billy Gilliland /  Dan Travers: 15-10 / 10-15 / 15-11
- Li Yongbo /  Tian Bingyi –  Uun Santosa /  Rob Ridder: 18-16 / 15-6
- Jalani Sidek /  Rashid Sidek –  Hiroyuki Hasegawa /  Yukihiro Miyamoto: 15-8 / 15-5
- Martin Dew /  Mike Tredgett –  Tim Stokes /  Ian Teasdale: 15-2 / 15-1
- Ong Beng Teong /  Soh Goon Chup –  Hariamanto Kartono /  Rudy Heryanto: 15-9 / 15-6

### Viertelfinale
- Stefan Karlsson /  Thomas Kihlström –  Jiang Guoliang /  Lin Jiangli: 13-15 / 15-11 / 15-6
- Steen Skovgaard /  Jens Peter Nierhoff –  Bobby Ertanto /  Hadibowo: 15-12 / 17-15
- Jalani Sidek /  Rashid Sidek –  Li Yongbo /  Tian Bingyi: 7-15 / 15-11 / 15-5
- Martin Dew /  Mike Tredgett –  Ong Beng Teong /  Soh Goon Chup: 15-9 / 15-6

### Halbfinale
- Stefan Karlsson /  Thomas Kihlström –  Steen Skovgaard /  Jens Peter Nierhoff: 15-5 / 15-7
- Martin Dew /  Mike Tredgett –  Jalani Sidek /  Rashid Sidek: 18-16 / 13-18 / 15-12

### Finale
- Stefan Karlsson /  Thomas Kihlström –  Martin Dew /  Mike Tredgett: 15-10 / 15-13

## Damendoppel

### 1. Runde
- Gillian Clark /  Gillian Gilks –  Kathy Tredgett /  Wendy Poulton: 15-3 / 15-10
- Hanne Adsbøl /  Lise Kissmeyer –  Hufrish Nariman /  Madhumita Bisht: w.o.
- Li Lingwei /  Han Aiping –  Johanne Falardeau /  Claire Backhouse: 15-7 / 15-8
- Fiona Elliott /  Jill Pringle –  Christine Heatly /  Gillian Martin: 15-1 / 17-16
- Lin Ying /  Wu Dixi –  Bridget Cooper /  J. C. Lord: 15-3 / 15-1
- Liselotte Blumer /  Sally Podger –  Mechtild Hagemann /  Kirsten Schmieder: 9-15 / 15-10 / 15-12
- Karen Chapman /  Helen Troke –  Sumiko Kitada /  Shigemi Kawamura: 15-9 / 15-3
- Barbara Beckett /  Alison Fulton –  Anne Skovgaard /  Pia Nielsen: 15-7 / 15-5
- Pamela Hamilton /  Linda Gardner –  Grete Mogensen /  Liselotte Gøttsche: 15-11 / 8-15 / 15-8
- Karen Beckman /  Barbara Sutton –  H. P. Wong /  Amy Chan: 15-5 / 15-9
- Gillian Gowers /  Wendy Massam –  A. Roope /  Sara Sankey: 15-9 / 15-11
- Wu Jianqiu /  Xu Rong –  Eva-Maria Zwiebler /  Sherry Liu: 15-0 / 15-3
- Radhika Bose /  Ami Ghia –  Dorthe Lynge /  Susanne Ejlersen: 15-4 / 15-10
- Yoshiko Yonekura /  Atsuko Tokuda –  Lisa Chapman /  June Shipman: 15-10 / 10-15 / 15-1
- Toni Whittaker /  Annette Bertelsen –  Julie Benson /  Jill Benson: 15-9 / 15-4
- Jane Webster /  Nora Perry –  Lisa Campbell /  K. D. Lester: 15-0 / 17-15

### Achtelfinale
- Gillian Clark /  Gillian Gilks –  Hanne Adsbøl /  Lise Kissmeyer: 15-6 / 15-3
- Li Lingwei /  Han Aiping –  Fiona Elliott /  Jill Pringle: 15-9 / 15-5
- Lin Ying /  Wu Dixi –  Liselotte Blumer /  Sally Podger: 15-6 / 15-3
- Karen Chapman /  Helen Troke –  Barbara Beckett /  Alison Fulton: 15-8 / 15-9
- Karen Beckman /  Barbara Sutton –  Pamela Hamilton /  Linda Gardner: 17-14 / 6-15 / 15-7
- Wu Jianqiu /  Xu Rong –  Gillian Gowers /  Wendy Massam: 15-3 / 15-4
- Yoshiko Yonekura /  Atsuko Tokuda –  Radhika Bose /  Ami Ghia: 15-8 / 15-9
- Jane Webster /  Nora Perry –  Toni Whittaker /  Annette Bertelsen: 15-7 / 18-13

### Viertelfinale
- Li Lingwei /  Han Aiping –  Gillian Clark /  Gillian Gilks: 9-15 / 15-8 / 15-10
- Lin Ying /  Wu Dixi –  Karen Chapman /  Helen Troke: 15-2 / 15-7
- Wu Jianqiu /  Xu Rong –  Karen Beckman /  Barbara Sutton: 15-2 / 15-11
- Jane Webster /  Nora Perry –  Yoshiko Yonekura /  Atsuko Tokuda: 15-17 / 15-9 / 17-14

### Halbfinale
- Lin Ying /  Wu Dixi –  Li Lingwei /  Han Aiping: 14-17 / 15-6 / 15-10
- Wu Jianqiu /  Xu Rong –  Jane Webster /  Nora Perry: 15-10 / 15-3

### Finale
- Wu Jianqiu /  Xu Rong –  Lin Ying /  Wu Dixi: 18-16 / 11-15 / 15-6

## Mixed

### 1. Runde
- Steen Fladberg /  Pia Nielsen –  Duncan Bridge /  Karen Beckman: 5-15 / 15-12 / 15-8
- Paul Johnson /  Claire Backhouse –  Nigel Rivett /  Anne Brockwell: 15-8 / 9-15 / 15-10
- H. E. Koay /  Wendy Poulton –  David Shaylor /  Alison Fulton: 15-9 / 11-15 / 15-10
- Harald Klauer /  Kirsten Schmieder –  Rob Ridder /  Marjan Ridder: 15-7 / 7-15 / 15-8
- Jiang Guoliang /  Lin Ying –  Peter Emptage /  Andi Stretch: 15-4 / 18-14
- Jesper Helledie /  Grete Mogensen –  S. J. P. Wilkie /  Julie Benson: 15-4 / 15-8
- Graeme Robson /  Toni Whittaker –  David Eddy /  Sally Podger: 15-10 / 18-17
- Gerry Asquith /  June Shipman –  Dan Travers /  Gillian Martin: 15-10 / 3-15 / 15-9
- Lars Wengberg /  Barbara Sutton –  Jürgen Gebhardt /  Liselotte Blumer: 15-7 / 15-4
- Miles Johnson /  Suzanne Louis-Lane –  Martin Lawrence /  Natalie Roope: 15-7 / 6-15 / 18-17
- Dipak Tailor /  Gillian Clark –  Lars Chemnitz /  Hanne Adsbøl: 15-5 / 15-6
- Billy Gilliland /  Christine Heatly –  Paul C. Bennett /  J. C. Lord: 15-4 / 12-15 / 15-2
- Philip Sutton /  Jane Webster –  Mark Elliott /  Fiona Elliott: 15-4 / 15-7
- Mark Freitag /  Johanne Falardeau –  Stefan Frey /  Mechtild Hagemann: 15-5 / 15-5
- Peter Brogden /  Bridget Cooper –  Ola Langmarker /  Sherry Liu: 15-4 / 15-12
- Steen Skovgaard /  Anne Skovgaard –  Rolf Rüsseler /  Cheryl Cooke: 15-6 / 15-7

### 2. Runde
- Thomas Kihlström /  Nora Perry –  Richard Outterside /  Jill Benson: 15-2 / 15-7
- Morten Knudsen /  Joke van Beusekom –  Thomas Sattrup /  Annette Bertelsen: 15-10 / 15-1
- Steen Fladberg /  Pia Nielsen –  Paul Johnson /  Claire Backhouse: 15-10 / 15-6
- Harald Klauer /  Kirsten Schmieder –  H. E. Koay /  Wendy Poulton: 18-13 / 15-17 / 15-8
- Mike Tredgett /  Karen Chapman –  Stuart Spurling /  Barbara Beckett: 15-7 / 15-12
- Tomas Carlsson /  Liselotte Gøttsche –  Chan Chi Choi /  Amy Chan: 7-15 / 15-13 / 15-8
- Jiang Guoliang /  Lin Ying –  Jesper Helledie /  Grete Mogensen: 18-13 / 15-5
- Graeme Robson /  Toni Whittaker –  Gerry Asquith /  June Shipman: 15-7 / 15-6
- Lars Wengberg /  Barbara Sutton –  Miles Johnson /  Suzanne Louis-Lane: 15-3 / 15-5
- Dipak Tailor /  Gillian Clark –  Billy Gilliland /  Christine Heatly: 15-4 / 15-6
- Nigel Tier /  Gillian Gowers –  Ray Rofe /  Sara Leeves: 17-15 / 15-8
- Lin Jiangli /  Zhang Ailing –  Jesper Knudsen /  Lise Kissmeyer: 15-8 / 16-18 / 15-5
- Philip Sutton /  Jane Webster –  Mark Freitag /  Johanne Falardeau: 15-8 / 15-10
- Steen Skovgaard /  Anne Skovgaard –  Peter Brogden /  Bridget Cooper: 15-3 / 15-11
- Tim Stokes /  Kathy Tredgett –  Brian Wallwork /  Jill Pringle: 15-8 / 15-8
- Martin Dew /  Gillian Gilks –  Andy Goode /  Helen Troke: 15-6 / 15-1

### Achtelfinale
- Thomas Kihlström /  Nora Perry –  Morten Knudsen /  Joke van Beusekom: 15-8 / 15-1
- Steen Fladberg /  Pia Nielsen –  Harald Klauer /  Kirsten Schmieder: 15-8 / 15-5
- Mike Tredgett /  Karen Chapman –  Tomas Carlsson /  Liselotte Gøttsche: 15-10 / 15-7
- Jiang Guoliang /  Lin Ying –  Graeme Robson /  Toni Whittaker: 15-6 / 15-7
- Dipak Tailor /  Gillian Clark –  Lars Wengberg /  Barbara Sutton: 15-12 / 13-18 / 15-11
- Nigel Tier /  Gillian Gowers –  Lin Jiangli /  Zhang Ailing: 15-8 / 15-6
- Steen Skovgaard /  Anne Skovgaard –  Philip Sutton /  Jane Webster: 15-6 / 15-4
- Martin Dew /  Gillian Gilks –  Tim Stokes /  Kathy Tredgett: 15-4 / 15-10

### Viertelfinale
- Thomas Kihlström /  Nora Perry –  Steen Fladberg /  Pia Nielsen: 15-7 / 15-10
- Jiang Guoliang /  Lin Ying –  Mike Tredgett /  Karen Chapman: 15-7 / 15-0
- Nigel Tier /  Gillian Gowers –  Dipak Tailor /  Gillian Clark: 18-13 / 12-15 / 17-15
- Steen Skovgaard /  Anne Skovgaard –  Martin Dew /  Gillian Gilks: 18-15 / 5-15 / 17-15

### Halbfinale
- Thomas Kihlström /  Nora Perry –  Jiang Guoliang /  Lin Ying: 15-12 / 15-2
- Steen Skovgaard /  Anne Skovgaard –  Nigel Tier /  Gillian Gowers: 15-18 / 15-7 / 15-10

### Finale
- Thomas Kihlström /  Nora Perry –  Steen Skovgaard /  Anne Skovgaard: 15-9 / 15-11